# Équipe d'Allemagne de l'Est des moins de 20 ans de football
Maillots
L'équipe d'Allemagne de l'Est de football des moins de 20 ans est constituée par une sélection des meilleurs joueurs est-allemands de moins de 20 ans sous l'égide de la Fédération d'Allemagne de l'Est de football. Elle fut trois fois vainqueur du Championnat d'Europe de football des moins de 19 ans et fut une fois troisième de la Coupe du monde de football des moins de 20 ans. Cette équipe n'existe plus depuis 1990, à la suite de la réunification allemande.

## Parcours

### Parcours en Coupe du monde des moins de 20 ans
| - 1977 : Non qualifiée - 1979 : Non qualifiée - 1981 : Non qualifiée - 1983 : Non qualifiée - 1985 : Non qualifiée - 1987 : Troisième - 1989 : 1er tour |

## Anciens joueurs
- Dariusz Wosz
- Dirk Schuster
- Matthias Sammer
- Thomas Ritter